# جوسی سلیف

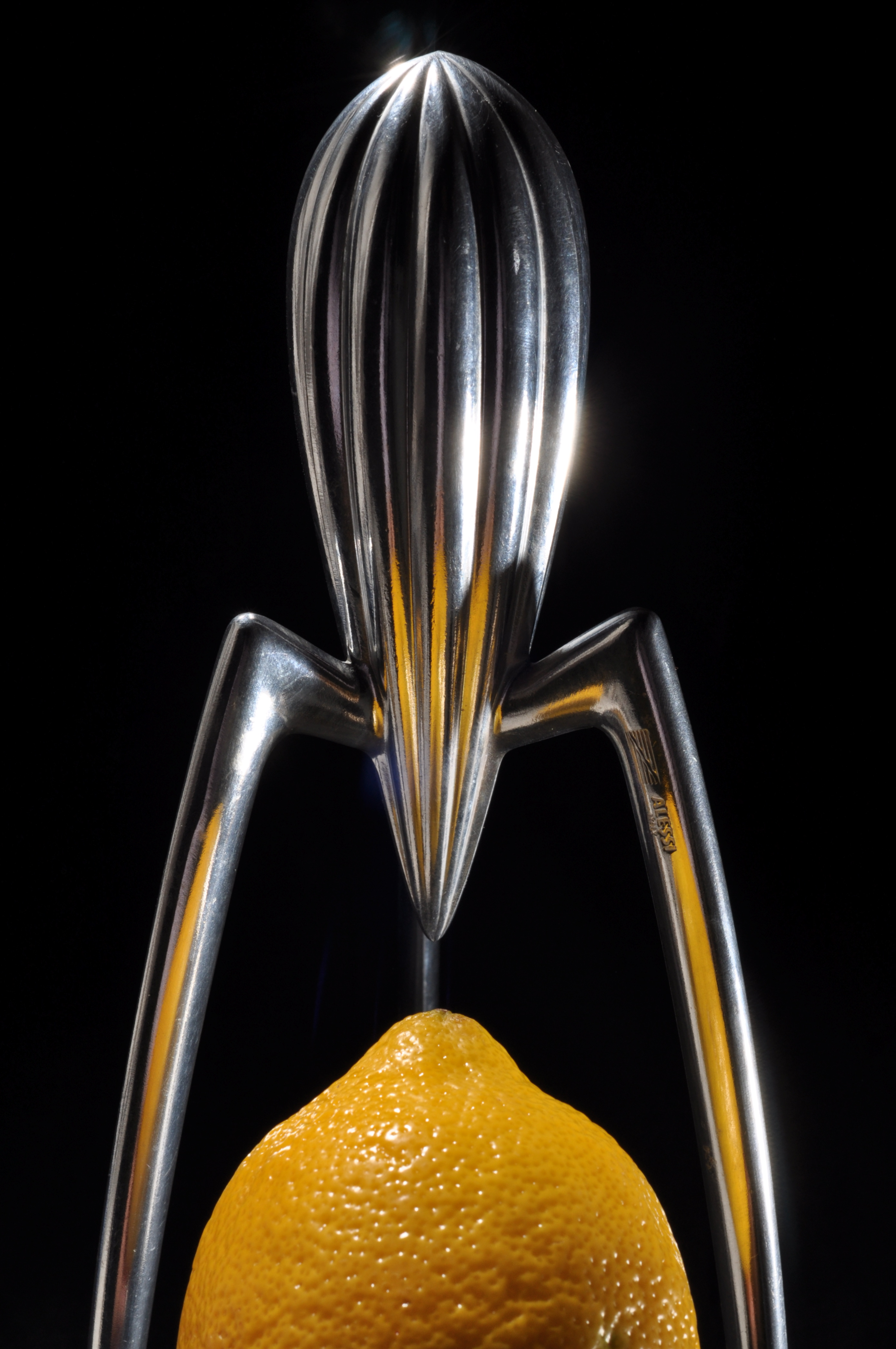
آب‌مرکبات‌گیر جوسی سلیف فیلیپ استارک، ۱۹۹۰ میلادی

جوسی سلیف (به انگلیسی: Juicy Salif) یک آب‌مرکبات‌گیر طراحی شده توسط فیلیپ استارک در سال ۱۹۹۰ میلادی، نمادی از طراحی صنعتی در نظر گرفته می‌شود و در مجموعه‌های دائمی موزهٔ هنر مدرن و موزهٔ هنر متروپولیتن در شهر نیویورک و همچنین موزهٔ ویکتوریا و آلبرت در لندن به نمایش گذاشته شده‌ است. همچنین این امتیاز را در موزهٔ آرآی‌اس‌دی و موزهٔ هنرهای زیبا، هیوستون نیز دریافت کرده‌ است.

## شرح
این ابزار از آلومینیوم ریخته‌گری شده و صیقلی توسط شرکت ایتالیایی ظروف آشپزخانه آلسی ساخته شده‌ است، قطر این ابزار ۱۴ سانتی‌متر (۵٫۵ اینچ) و ارتفاع آن ۲۹ سانتی‌متر (۱۱ اینچ) است.
اما استفاده از دستگاه آسان نیست و روکش آلومینیوم صیقلی آن در برابر خوردگی آسیب‌پذیر است و طعم ناخوشایندی ایجاد می‌کند، همان‌طور که در دستورالعمل‌های رسمی آن پذیرفته شده‌ است. ابزار آشپزخانه قابل شستشو در ماشین ظرفشویی نیست و باید با دست شسته شود و در عین حال مراقب باشید که از نوک تیز آن آسیبی نبیند.

## تاریخچه

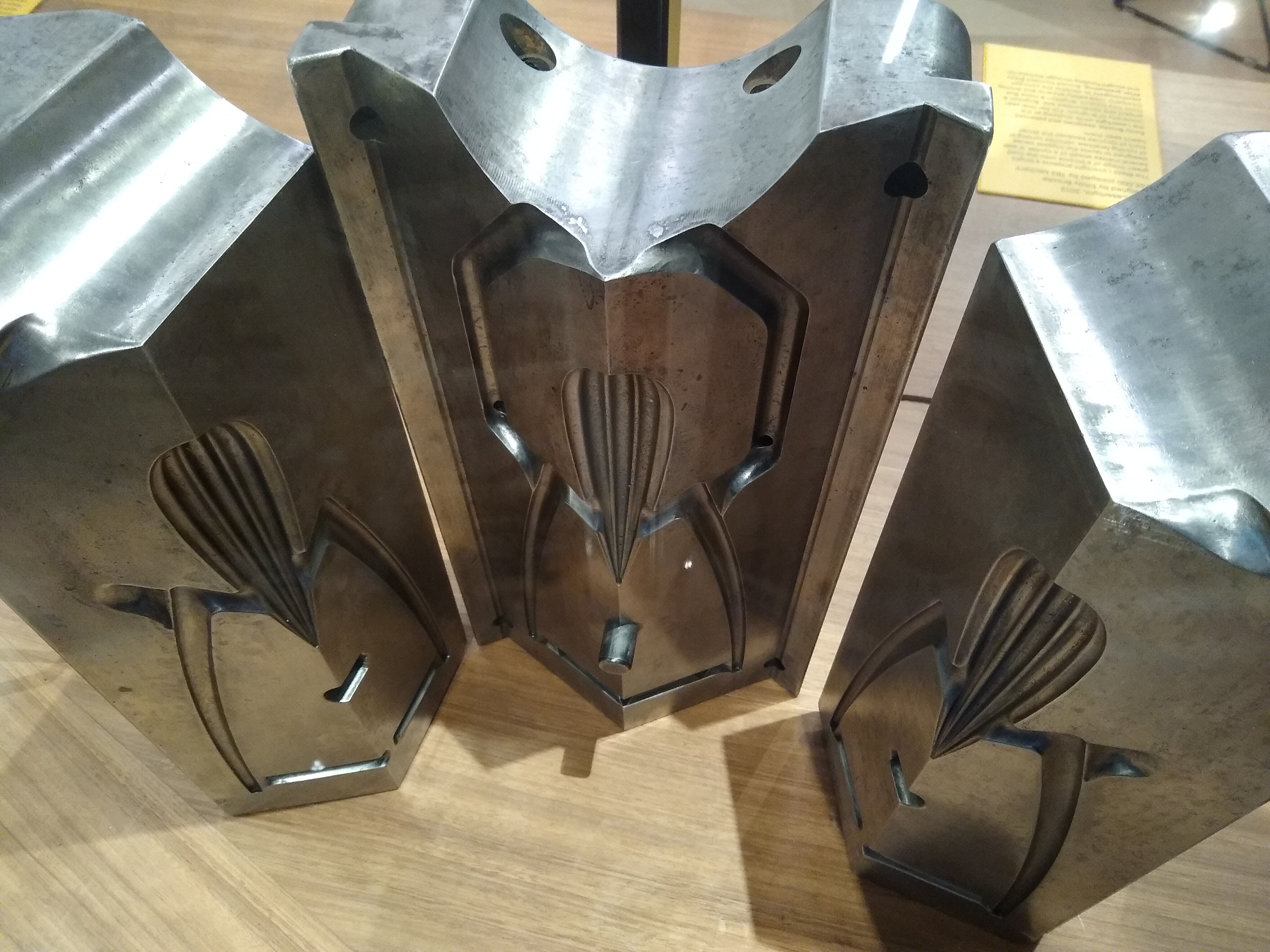
قالب جوسی سلیف در موزۀ طراحی لندن

شکل صیقلی و غریب آن از یک ماهی مرکب کالاماری الهام گرفته شده‌ است؛ طرح‌های اصلی روی زمینهٔ کاغذی آغشته به پیتزا ترسیم شده‌اند.

بنیانگذار کارخانهٔ تولیدکننده، آلبرتو آلسی، بعداً یادآور شد:
من یک دستمال از استارک دریافت کردم، روی آن در میان برخی علائم نامفهوم (سس گوجه فرنگی، به احتمال زیاد) پیش‌طرح‌هایی وجود داشت. پیش‌طرح‌هایی از ماهی مرکب. آن‌ها از سمت چپ شروع می‌شدند، و همان‌ طور که به سمت راست می‌رفتند، شکل غیرقابل انکار چیزی را به خود می‌گرفتند که قرار بود به جوسی سلیف تبدیل شود. استارک در حالی که ظرفی از ماهی مرکب را می‌خورد و یک لیمو را روی آن می‌فشرد، دستگاه آب‌میوه‌گیر معروف خود را روی دستمال کشید.
آلبرتو آلسی، در یک مصاحبۀ ویدئویی ضبط شده که در مجلۀ برخط دزین منتشر شده‌ است، گفت: «من از این پروژه بسیار خوشحالم زیرا آن را یک شوخی بزرگ برای همه می‌دانم. [...] باید بگویم که بحث برانگیزترین آب‌میوه‌گیر قرن است، اما یکی از سرگرم‌کننده‌ترین پروژه‌هایی است که در طول حرفه‌ام انجام داده‌ام.» او آن را یکی از موفق‌ترین محصولات شرکت می‌دانست.

## فروش‌ها
برای دهمین سالگرد راه‌اندازی آن، ۱۰٬۰۰۰ دستگاه جوسی سلیف به صورت جداگانه شماره‌گذاری و با روکش-طلا عرضه شد. اما این نسخۀ لوکس همراه با دستورالعمل‌هایی بود که هشدار می‌داد آب‌میوه‌گیری هرگز نباید با میوه‌های واقعی استفاده شود، زیرا روکش آن خورده می‌شود. همچنین یک نسخۀ به رنگ خاکستری/سیاه (آنتراسیت) وجود داشته‌ است که ۴۷٬۰۰۰ نمونۀ بدون شمارۀ آن بین سال‌های ۱۹۹۱ و ۲۰۰۴ میلادی تولید شد. هر دو در حال حاضر اقلام کلکسیونی هستند، اگرچه یک افسانه شهری این ایده را تداوم می‌بخشد که نسخه آنتراسیت کمیاب‌تر از نمونۀ با روکش طلا است.
تا سال ۲۰۰۳ میلادی، در مجموع بیش از ۵۰۰٬۰۰۰ نمونه از این آثار طراحی نمادین فروخته شد.

## پذیرش انتقادی
استارک علناً اعلام کرده‌ است که آب‌مرکبات‌گیر او «به معنای گرفتن آب لیمو نبود» بلکه «برای شروع گفتگو بود».
تصویری از جوسی سلیف بر روی جلد کتاب «طراحی حسی» دونالد نورمن قرار داشت. نسخۀ با روکش-طلا به عنوان یک «زیور آلات» توصیف شد، زیرا اسید سیتریک میوه باعث تغییر رنگ و فرسایش روکش طلا می‌شود.
مقاله‌ای در فایننشال تایمز در مورد طراحی بد، جوسی سلیف را در میان نمونه‌های دیگر گنجاند و پیشنهاد کرد که «اتاق وحشت» اصلی در موزۀ ویکتوریا و آلبرت احیا شود تا نمونه‌های مدرن را به نمایش بگذارد.